# Médon (Sassandra)
Pour les articles homonymes, voir Médon.
Médon est une localité située au sud-ouest de la Côte d'Ivoire et appartenant au département de Sassandra dans la région du Gboklè (District du Bas-Sassandra, anciennement Région du Bas-Sassandra). La localité de Médon est un chef-lieu de commune.